# Heringhausen (Diemelsee)
Heringhausen ist ein Ortsteil der Gemeinde Diemelsee im nordhessischen Landkreis Waldeck-Frankenberg und ein anerkannter Luftkurort.

## Geographie

### Geographische Lage
Heringhausen liegt zwischen Dortmund und Kassel südlich von Paderborn, ungefähr in der Mitte eines Dreiecks mit den Eckpunkten Korbach, Brilon und Marsberg im Naturpark Diemelsee. Alle Siedlungsbereiche von Heringhausen liegen am Ufer des Diemelstausees. Durch den Ort verläuft die Landesstraße 3078.

### Naturräumliche Zuordnung
Naturräumlich liegt Heringhausen in der Haupteinheit Ostsauerländer Gebirgsrand (Nr. 332), wobei sich der Großteil des Ortes im Vorupländer Hügelland (332.61) und der Rest mehrheitlich in der Vorupländer (Adorfer) Bucht (332.6) befindet. Teile der nördlichen Gemarkung von Heringhausen zählen zur Padberger Schweiz (332.70). Der gesamte Itterarm mit Kotthausen zählt zur Untereinheit Diemelbergland (332.70).

### Sprachgeographie
Die Entwicklung des lokalen Sprachgebrauchs ist durch die Grenzlage zwischen Hessen und Westfalen begründet. Die Benrather Linie ist eine historische Sprachgrenze zwischen nordhessischen und westfälischen Dialekten. Außerdem ist die Region vom Sauerländer Platt beeinflusst. Die Dat-das-Linie hat in dieser Region einen ähnlichen Verlauf. Kleinräumige sprachgeographische Grenzen zur Aussprache von Vokalen wurden um Heringhausen bis in das 20. Jahrhundert nachgewiesen.

### Klima
Im Luftkurort Heringhausen herrscht gemäßigtes Mittelgebirgsklima. Durch den Diemelsee, der für den Ort auch als Wärmespeicher wirkt, hat der Ort ein mildes Mikroklima. Im Sommer hat der See Wassertemperaturen von teilweise über 20 Grad (Celsius), im Winter ist der See meist zugefroren. Klimatische Durchschnittswerte können der Klimatabelle entnommen werden, aktualisierte Informationen zu Wassertemperaturen befinden sich im Abschnitt Weblinks.
|                        | Jan | Feb | Mär | Apr | Mai  | Jun  | Jul  | Aug  | Sep  | Okt | Nov | Dez |   |     |
| Mittl. Temperatur (°C) | −1  | 0,6 | 3   | 7,1 | 11,1 | 14,4 | 15,7 | 15,5 | 12,8 | 8,6 | 3,4 | 0,6 | ⌀ | 7,7 |
|                        |     |     |     |     |      |      |      |      |      |     |     |     |   |     |
| Niederschlag (mm)      | 93  | 67  | 78  | 64  | 79   | 89   | 90   | 76   | 79   | 76  | 80  | 98  | Σ | 969 |
|                        |     |     |     |     |      |      |      |      |      |     |     |     |   |     |
| Sonnenstunden (h/d)    | 1   | 3   | 4   | 5   | 6    | 6    | 6    | 6    | 5    | 4   | 2   | 1   | ⌀ | 4,1 |
|                        |     |     |     |     |      |      |      |      |      |     |     |     |   |     |
| Regentage (d)          | 14  | 10  | 13  | 12  | 12   | 12   | 11   | 10   | 11   | 10  | 14  | 14  | Σ | 143 |

|  |

|  |

|  |

|  |

|  |

|  |

|  |

|  |

|  |

|  |

|  |

|  |

|  |

|  |

|  |

|  |

|  |

|  |

|  |

|  |

|  |

|  |

|  |

|  |

## Geschichte

### Ur- und Frühgeschichte
Die früheste Anwesenheit von Menschen in der Heringhäuser Region ist durch jungsteinzeitliche Streufunde belegt. Im Bestand des Wolfgang-Bonhage-Museum Korbach sind entsprechende Fundstücke aus dieser Zeit und nachfolgenden Perioden. Streufunde Funde zur keltischen Besiedlung in der Region werden ab dem 5. Jahrhundert datiert. Der Latènezeit folgte Besiedlung durch Germanen. Die Bereiche von germanischen Stämmen haben sich in der Region mehrfach verschoben. Anfänglich gibt es in der Region Cherusker und Chatten. Später finden sich Sugambrer und Marser in der Region. Römische Besiedlung um Heringhausen ist nicht bekannt; die nächsten Nachweise zu Römern finden sich im heutigen Gebiet von Ostwestfalen-Lippe. Für die Zeit von etwa 100 bis etwa 500 ist kaum etwas zur regionalen Geschichte bekannt.

### Mittelalter
Heringhausen befand sich in Grenzbereichen der sächsischen und fränkischen Gebiete. Um etwa 690 war Heringhausen im Einflussbereich der Angrivarier (auch als Angrevarier, Angarier, Engern, lateinisch: Angrivarii, Angarii bekannt). Der Missionierung der Chatten folgend, setzte auch im Bereich von Heringhausen die Christianisierung ein. Heringhausen war zunächst im Einflussbereich der Eresburg (im heutigen Marsberg) und wurde von dort missioniert. Später lag Heringhausen im frühmittelalterlichen Gau Nithersi der später auch als Itergowe, Pago Itherga und Grafschaft Itter bekannt war.

### Historische Ortsnamen
Zur Entstehung des Ortsnamens Heringhausen sind etliche Varianten bekannt. Ursprünglich bestand der Name aus einer Zusammensetzung von -inghūsen und dem Personennamen Hard(i)/Hardo, der auf den Wortstamm „Hardu“ (zu altsprachlich hard ‚stark, kräftig, kühn‘) zurückgeführt wird. In der Literatur wird dazu die Deutung: „bei den Häusern der Leute des Hard(i)/Hardo“ gegeben.
Die Existenz mehrerer Orte mit ähnlicher Namensentwicklung ist dokumentiert. Auf diesem Hintergrund ist die einwandfreie Identifizierung des Ortes in Urkunden auf den Kontext angewiesen. In den Urkunden des Klosters Kaufungen sind die Ortsnamen Hardinghuson (1023), Herdinchußen, Herdynckhusen und Hertighusin als frühe Ortsnamen belegt. In anderen Urkunden kommt Heriwardeshuson (1043) vor. Auf der ältesten Kirchenglocke findet sich neben der Jahreszahl 1674 der Verweis auf den Ortsnamen Herdinghausen. Ein weiterer Hinweis auf diesen ehemaligen Ortsnamen steht auf einem Denkmal.

### Historische Gebietszuordnung
Historisch befindet sich das Dorf im Ittergau. Noch etwa 700 n. Chr. war die Region sächsisch, bis zeitweise das fränkische Austrasien größeren Einfluss gewann. Heringhausen befand sich in der Grenzregion zwischen dem Herzogtum Sachsen im Norden und dem Herzogtum Franken im Süden. Kirchlich unterstand der Ort dem Hochstift Paderborn. Landesherren waren die Grafen, später Fürsten von Waldeck. Mit der Auflösung des Freistaates Waldeck im Jahr 1929 kam Heringhausen zur preußischen Provinz Hessen-Nassau. Nach 1945 gehörte der Ort zunächst zur amerikanischen Besatzungszone und Groß-Hessen, dann zum Bundesland Hessen.

### Historischer Wirkungsbereich von Heringhausen
Durch die Pfarrei und andere Besitzverhältnisse hatte Heringhausen einen Wirkungsbereich, der über die Grenzen des Ortes und seiner Gemarkung hinaus ging. Als Filialen von Heringhausen wurden benannt: Stormbruch (1526), Ottlar (1543), Bontkirchen (1587). Bemerkenswert ist zum Beispiel, dass auch nach der Reformation die eigentlich katholischen Einwohner von Bontkirchen zum evangelischen Gottesdienst nach Heringhausen kamen, womit frühe Geschichte der Ökumene praktiziert wurde.

### Ortsgeschichte

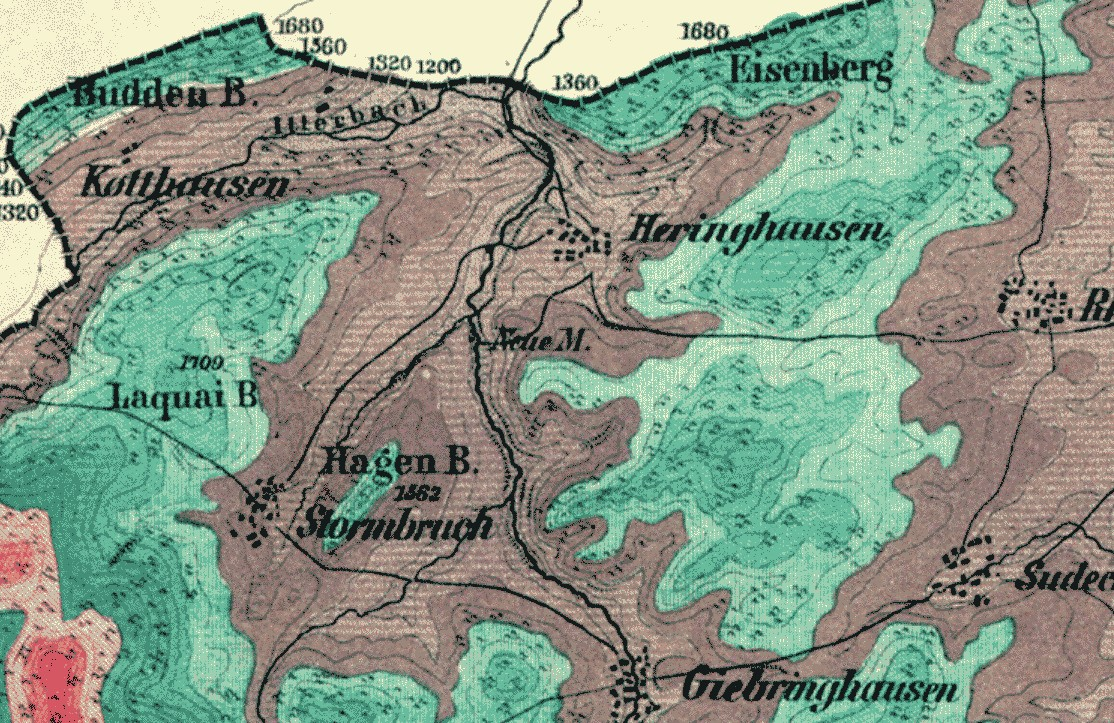
Lage Heringhausen um 1866 (Kartenausschnitt)

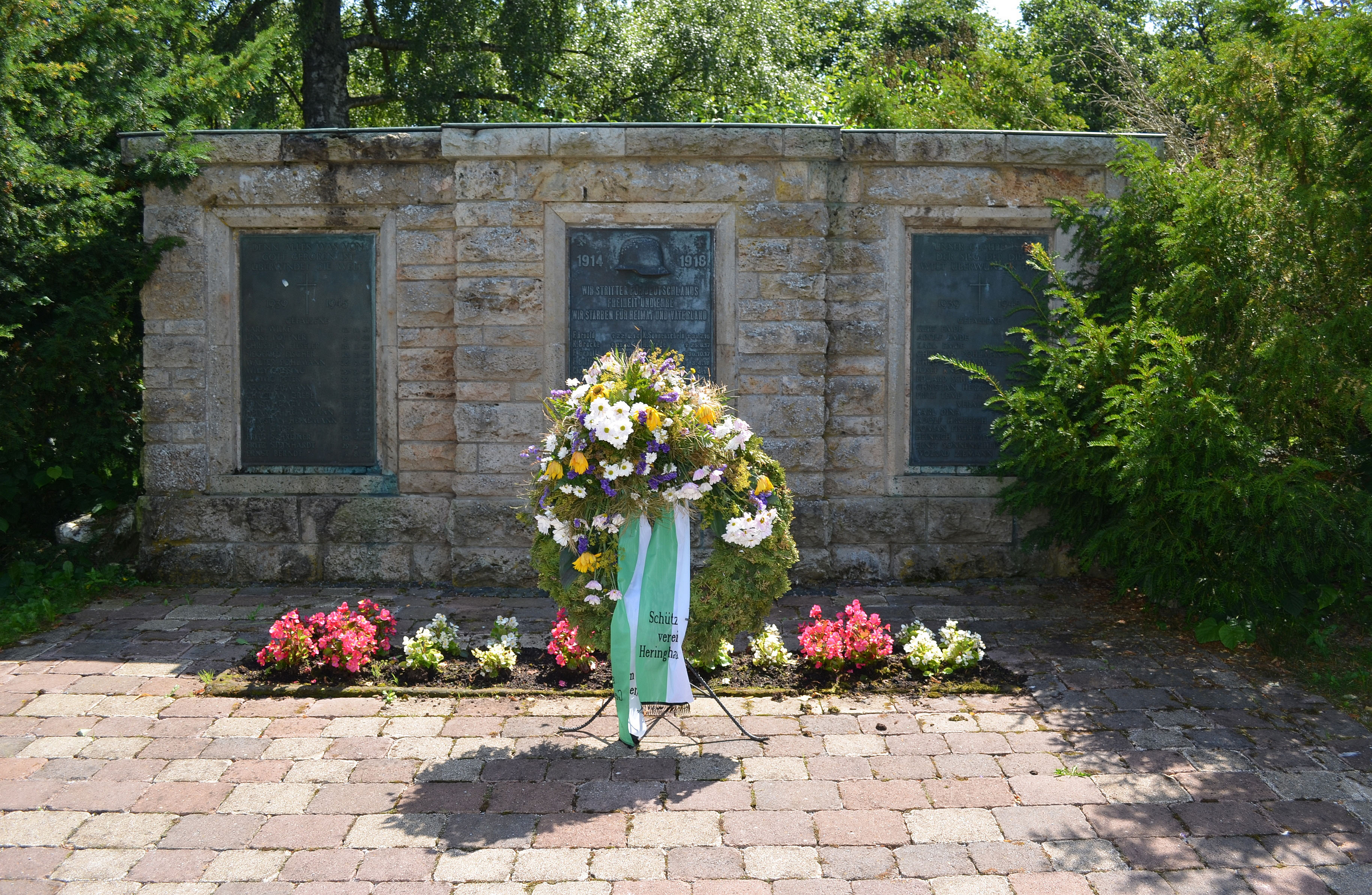
Kriegerdenkmal

Am 14. Januar 1023 wird der Ort als Hardinghuson in den Güterverzeichnissen des Klosters Kaufungen urkundlich als Schenkung des Kaisers Heinrich II. an dieses Kloster erwähnt. Der Vorgang ist mit gleichem Datum mit den sogenannten „Kaiserurkunden“ Heinrichs II. dokumentiert. Das Originaldiplom dieser Schenkung wurde im Staatsarchiv zu Münster archiviert. Die nächste urkundliche Erwähnung erfolgte im Jahr 1043, als der Abt des Klosters Corvey der Kirche St. Magnus in Horhusen (Niedermarsberg) den Zehnten des Ortes schenkte. Das Patronat in Heringhausen blieb bis zur Einführung der Reformation in der Grafschaft Waldeck 1526 beim Kloster Kaufungen.
Etliche Besitz- und Lehenswechsel (auch für Teilbereiche) sind für Heringhausen dokumentiert, die 1565 mit der Übertragung von Besitzansprüchen an die Grafschaft Waldeck endeten. Ab dann gehörte Heringhausen zum Amt Eisenberg, zum Gogericht Flechtdorf und zum Freistuhl Schweinsbühl. Die Reformation wurde im Ort um 1542 von Pfarrer Johann Pistor und ab 1550 durch Pfarrer Daniel Dillen (1550 bis 1601) eingeführt. Der Ort hatte im Jahr 1738 zwanzig Wohnhäuser. Für das Jahr 1788 ist ein „Eisenhammer von Pohlmann“ bekannt. Im Jahr 1822 erwähnt Johann Gunther Friedrich Cannabich, dass es in Heringhausen 206 Einwohner, eine Pulvermühle und einen „Waffenhammer“ gibt. Per Wahlgesetz vom 23. Mai 1849 wurde der Ort durch Fürstin Emma zu Waldeck und Pyrmont dem Wahlkreis VIII des Reichsfürstentums Waldeck-Pyrmont zugeordnet. Aufgrund der Volkszählung mit Stand vom 1. Dezember 1885 wurden folgende Zahlen für den Ort festgehalten: 32 Wohngebäude mit 33 Haushaltungen, 113 männliche und 99 weibliche Einwohner, 211 evangelisch und 1 Person mit katholischer Konfession. Zum Ort wurden 3 Wohnplätze notiert: neben dem Hauptort wurden Kotthausen mit 2 Wohngebäuden und 8 Einwohnern sowie Reuemühle mit einem Haus und 8 Personen aufgeführt.
Im Rahmen der Kinderlandverschickung im Zweiten Weltkrieg wurde das Gasthaus Giesing zum KLV-Lager Ku 023. Kinder der Volksschulen von Ihringshausen und Sandershausen waren im Herbst 1944 dort untergebracht.
Zum 31. Dezember 1971 entstand im Zuge der Gebietsreform in Hessen durch den freiwilligen Zusammenschluss der bis dahin selbständigen Gemeinden Adorf, Benkhausen, Deisfeld, Flechtdorf, Giebringhausen, Heringhausen, Ottlar, Rhenegge, Schweinsbühl, Stormbruch, Sudeck, Vasbeck und Wirmighausen die neue Gemeinde Diemelsee. Sitz der Gemeindeverwaltung wurde Adorf.
Für die ehemals selbständigen Gemeinden von Diemelsee wurden gemäß Hauptsatzung Ortsbezirke mit Ortsbeirat und Ortsvorsteher errichtet. Die Grenzen der Ortsbezirke folgen grundsätzlich den Gemarkungsgrenzen.
Das zuständige Amtsgericht ist in Korbach, wo auch die nächste Polizeidienststelle ist. Der Nordhessische Verkehrsverbund ist Träger des öffentlichen Personennahverkehrs. Die ländliche Entwicklung wird über die Gemeinde koordiniert und von der „LEADER-Region Diemelsee-Nordwaldeck“ gestützt.
Für Zweitwohnungen im Gebiet von Heringhausen wurde 1999 (nachwirkend bis 1994) per Gemeindesatzung die Erhebung einer Zweitwohnsteuer eingeführt.
2015 wurde die wirtschaftliche Vereinigung der Kirchengemeinden im Bereich der Gemeinde Diemelsee auch für Heringhausen beschlossen. In der Urkunde vom 12. November 2015 sind alle Liegenschaften der Kirchengemeinde detailliert aufgeführt. In der Urkunde wurden mit den Positionen 24, 25 und 30 Grundbesitz der evangelischen Kirche in der Gemarkung von Heringhausen behandelt. Dies betraf einen Grundbesitz von etwas über 10 Hektar, was nur einen Bruchteil des mittelalterlichen Kirchenbesitzes im Ort ausmachte.

### Siedlungsbereiche und Wüstungen in der Gemarkung Heringhausen
In der Gemarkung Heringhausen gibt es mehrere historische Siedlungsbereiche und Wüstungen. Teilweise sind diese Stellen noch heute unbewohnt; teilweise finden sich Neubebauung und Besiedlung aus dem 20. Jahrhundert sowie Hinweise auf die alten Siedlungen durch die Flur- oder Straßennamen.

#### Giffelde
Giffelde bezeichnet eine ehemalige Wüstung, auf der heute ein Campingplatz angelegt ist. Auf sie weist der Straßenname „Im Giffeld“ hin. Bodenrechtlich befindet sich das Areal heute in der Gemarkung von Stormbruch. Varnhargen erwähnt 1825 als Gebietsbezeichnung „im Giffelde“.(Varnhagen S. 47) Georg Landau erwähnt 1836 den Gutsnamen Hiuelde als Verweis zu möglichen Vorgängern der Wüstung.

#### Kotthausen

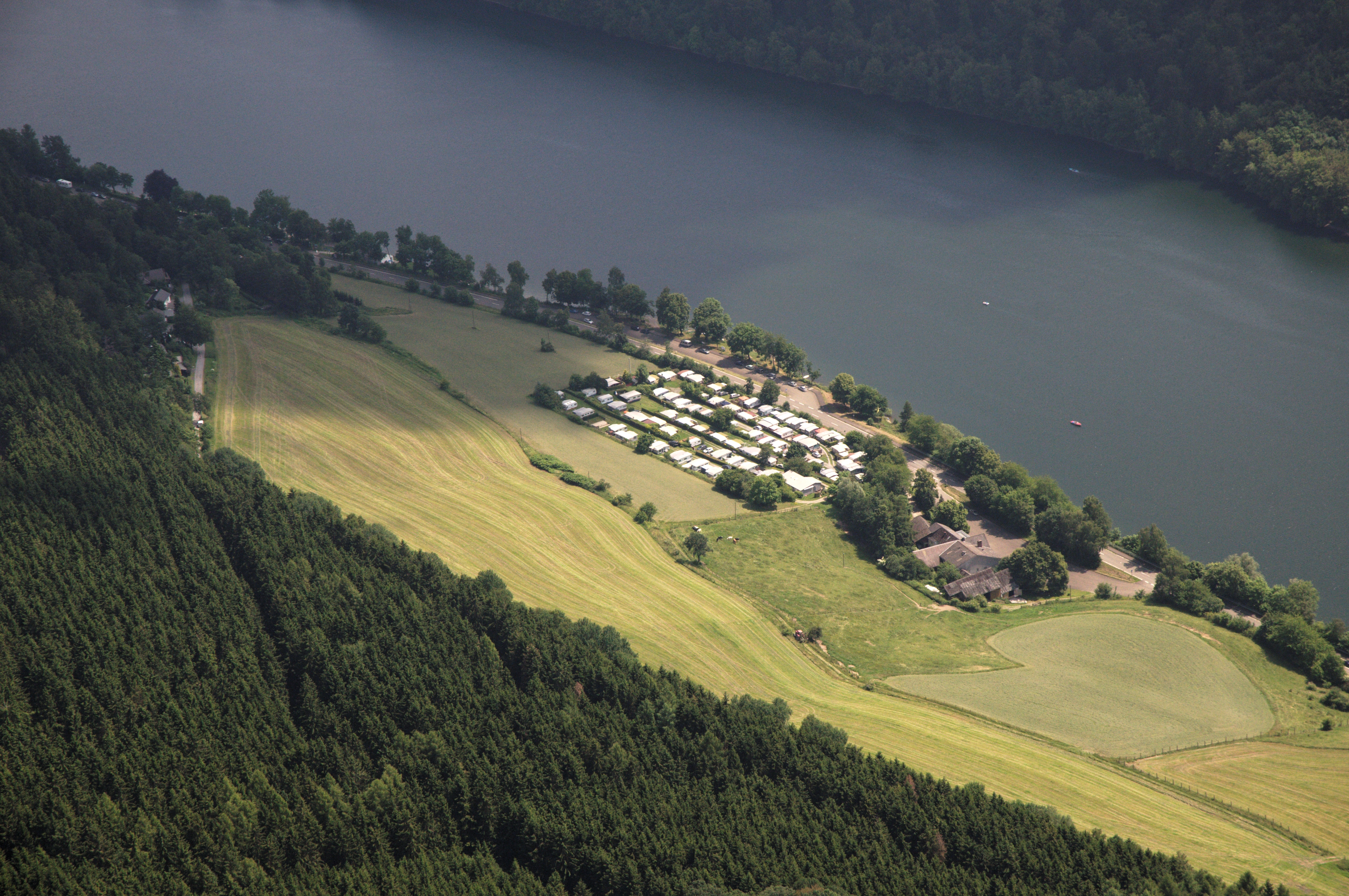
Kotthausen (Luftbild 2013)

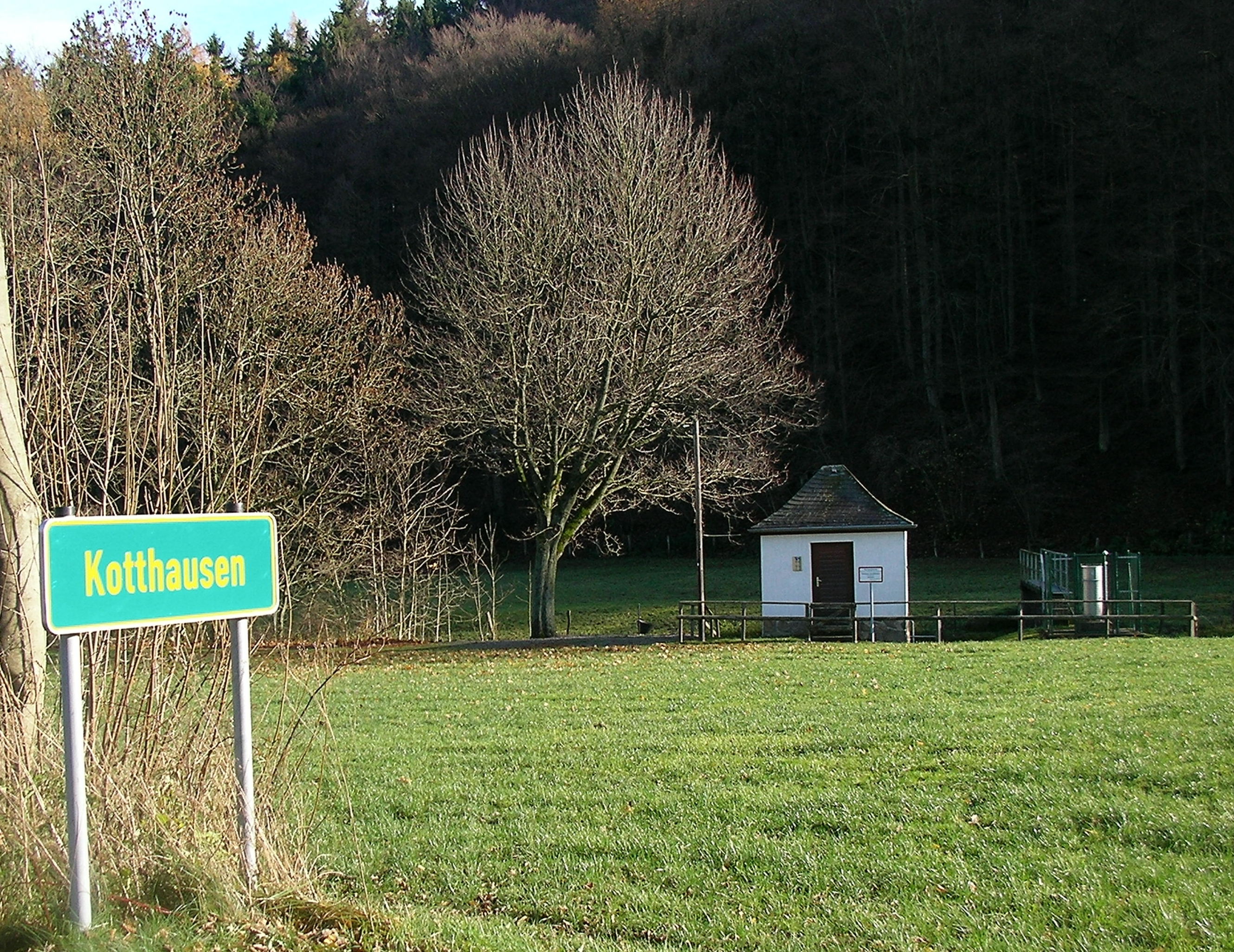
Itter-Pegel Kotthausen III, („Itter zur Diemel,, Kilometer: 3,40“)

Kotthausen ist der Name der ehemaligen Wüstung, die im 21. Jahrhundert mit den Siedlungsbereichen Kotthausen I, Kotthausen II, und Kotthausen III  bekannt ist. In Kotthausen I liegen die in Karten als Schirrhof verzeichnete Betriebstätte des Wasserstraßen- und Schifffahrtsamtes Hann. Münden, das den Diemelsee bewirtschaftet, sowie die Siedlung Am Fresenberg. In Kotthausen II gibt es einen Campingplatz und einen Bauernhof. Kotthausen III hat einen Bauernhof, die Siedlung Voßhol und den Pegel des Itterzuflusses zur Diemeltalsperre. Die Siedlungsgeschichte von Kotthausen als Wohnplatz ist 900-jährig. Die früheste Urkundliche Erwähnung ist um 1107–1128 als „Cothusun“ und für das Jahr 1120 als „Cotzhusz“ bekannt. Im Jahr 1194 und am 11. August 1309 ist Kotthausen (auch Cozhausen, Cothusun, Cothusen, Kothausen) in Urkunden des Klosters Flechtdorf erwähnt. Im Jahr 1497 wird Kotthausen als Wüstung genannt. Den Aufzeichnungen Johann Varnhagens ist zu entnehmen: „Die Heringhäuser haben Wiesen zu Kothausen, und die Herren zu Padberg tragen einen Hof zu Kothausen von dem Hause Waldeck zu Lehen.“ (Varnhagen S. 52) Hier kam es mehrfach zu Grenzstreitigkeiten zwischen Kurköln und den Waldecker Grafen, die sich entschieden gegen den Einfluss Kurkölns auf ihrem Territorium zur Wehr setzten. Für das späte 19. Jahrhundert kann für den zuvor als Wüstung genannten Ortsteil von Heringhausen eine geringe Besiedlung belegt werden. Die Volkszählung mit Stand vom 1. Dezember 1885 weist für den Wohnplatz Kotthausen 2 Wohngebäude und 8 Einwohner aus. Kotthausen ist seit 1968 über die Landesstraße 3393 erreichbar und durch Ortshinweistafeln gekennzeichnet. Der Bereich dieser Siedlungen grenzt in voller Länge an das benachbarte Bundesland Nordrhein-Westfalen.

#### Ratmaringhausen
Ratmaringhausen (Ratmerckhusen, Rattmigkhausen, Ratmigkusen) ist eine Wüstung, die sich am Westhang des Schörenbergs im Bereich des Diemeleinlaufes in den Diemelsee befand. Siedlungsreste sind nicht mehr erkennbar. Varnhagen nennt 1825 eine Mühle zu „Ratmerckusen zwischen Heringhausen und Gieberinghausen: Die Gieberinghäuser geben noch heutigentags Ratmaringhäuser- und Holzhäuser Zehnten und Ratmaringhausen wird also mit Holzhausen nächst zusammen liegen. Die Mühle zu Rattmigkhausen oder Ratmigkusen kommt 1637 vor. Sie stehet an der Dimel, nach Heringhausen hin und ist die Heringhäusermühle.“(Varnhagen S. 56)

#### Ortsrandbereiche
Durch historische Gegebenheiten und die Lage am Diemelsee existieren neben dem Zentrum mehrere Siedlungsbereiche, die keine direkte Anschlussbebauung zum Ortskern haben. Durch den nordöstlichen Ortsteil In der Florenbicke  am Eisenberg fließt die Florenbeck, die in einen kleinen Arm des Diemelsees mündet. Dieser Diemelarm wird ebenfalls Florenbicke genannt. Oberhalb der Brücke nach Stormbruch ist der Siedlungsbereich Am Rasenberg.

### Verwaltungsgeschichte im Überblick
Die folgende Liste zeigt die Staaten und Verwaltungseinheiten, denen Heringhausen angehörte:
- 1546 und später: Heiliges Römisches Reich, Grafschaft Waldeck, Amt Eisenberg
- ab 1712: Heiliges Römisches Reich, Fürstentum Waldeck, Amt Eisenberg
- ab 1806: Fürstentum Waldeck, Amt Eisenberg
- ab 1815: Fürstentum Waldeck, Oberamt des Eisenbergs
- ab 1816: Fürstentum Waldeck, Oberjustizamt des Eisenbergs
- ab 1850: Fürstentum Waldeck-Pyrmont (seit 1849), Kreis des Eisenbergs[Anm. 1]
- ab 1867: Fürstentum Waldeck-Pyrmont (Akzessionsvertrag mit Preußen), Kreis des Eisenbergs
- ab 1871: Deutsches Reich, Fürstentum Waldeck-Pyrmont, Kreis des Eisenbergs
- ab 1919: Deutsches Reich, Freistaat Waldeck-Pyrmont, Kreis des Eisenbergs
- ab 1929: Deutsches Reich, Freistaat Preußen, Provinz Hessen-Nassau, Regierungsbezirk Kassel, Kreis des Eisenbergs
- ab 1942: Deutsches Reich, Freistaat Preußen, Provinz Hessen-Nassau, Regierungsbezirk Kassel, Landkreis Waldeck
- ab 1944: Deutsches Reich, Freistaat Preußen, Provinz Kurhessen, Regierungsbezirk Kassel, Landkreis Waldeck
- ab 1945: Deutsches Reich, Amerikanische Besatzungszone, Groß-Hessen, Regierungsbezirk Kassel, Landkreis Waldeck
- ab 1946: Deutsches Reich, Amerikanische Besatzungszone, Hessen, Regierungsbezirk Kassel, Landkreis Waldeck
- ab 1949: Bundesrepublik Deutschland, Hessen, Regierungsbezirk Kassel, Landkreis Waldeck
- ab 1972: Bundesrepublik Deutschland, Hessen, Regierungsbezirk Kassel, Landkreis Waldeck, Gemeinde Diemelsee
- ab 1974: Bundesrepublik Deutschland, Hessen, Regierungsbezirk Kassel, Landkreis Waldeck-Frankenberg, Gemeinde Diemelsee

## Bevölkerung

### Einwohnerstruktur 2011
Nach den Erhebungen des Zensus 2011 lebten am Stichtag dem 9. Mai 2011 in Heringhausen 375 Einwohner. Darunter waren 9 (2,4 %) Ausländer.
Nach dem Lebensalter waren 45 Einwohner unter 18 Jahren, 123 waren zwischen 18 und 49, 93 zwischen 50 und 64 und 114 Einwohner waren älter. Die Einwohner lebten in 219 Haushalten. Davon waren 93 Singlehaushalte, 73 Paare ohne Kinder und 39 Paare mit Kindern, sowie 15 Alleinerziehende und keine Wohngemeinschaften. In 75 Haushalten lebten ausschließlich Senioren und in 114 Haushaltungen leben keine Senioren.

### Einwohnerentwicklung
Historische Zahlen zur Bevölkerungsentwicklung:
| Jahr | Häuser |
| ---- | ------ |
| 1541 | 14     |
| 1620 | 20     |
| 1738 | 20     |
| 1770 | 22     |

| Jahr | Einwohner |
| ---- | --------- |
| 1770 | 141       |
| 1822 | [00]206   |
| 1834 | 240       |
| 1840 | 238       |
| 1846 | 243       |
| 1852 | 246       |
| 1858 | 262       |
| 1864 | 277       |
| 1871 | 240       |
| 1875 | 245       |
| 1885 | 289       |

| Jahr | Einwohner |
| ---- | --------- |
| 1895 | 299       |
| 1905 | 260       |
| 1910 | 272       |
| 1925 | 249       |
| 1939 | 222       |
| 1946 | 349       |
| 1950 | 292       |
| 1956 | 265       |
| 1961 | 248       |
| 1967 | 255       |

Einwohnerentwicklung von Heringhausen von 1770 bis 2018 nach nebenstehender Tabellen

Einwohner mit Hauptwohnsitz in Heringhausen seit 2001:
| Jahr | Einwohner |
| ---- | --------- |
| 2001 | 466       |
| 2002 | 478       |
| 2010 | 384       |
| 2011 | 382       |
| 2012 | 360       |
| 2013 | 358       |

| Jahr | Einwohner |
| ---- | --------- |
| 2014 | 354       |
| 2015 | 380       |
| 2016 | 393       |
| 2017 | 395       |
| 2018 | 382       |
| 2019 | 374       |

### Historische Religionszugehörigkeit
| • 1885: | 297 evangelische (= 99,33 %), zwei katholische (= 0,76 %) Einwohner |
| • 1961: | 226 evangelische (= 91,13 %), 18 katholische (= 7,26 %) Einwohner   |

## Kultur und Sehenswürdigkeiten
Im näheren Umfeld des Ortes gibt es Sehenswürdigkeiten, die auch  zum Diemelsee und zu den Rundwanderwegen beschrieben sind. Im Kernbereich des Ortes sind nennenswert:
- Romanische Kirche aus dem 10. Jahrhundert
- „Die längste Bank Hessens“, eine Bank aus einem Douglasienstamm mit einer Länge von 26,42 Metern.[53]
- „Visionarium Diemelsee“, eine Dauerausstellung zu Umwelt, Geographie und Geschichte mit wechselnden Inhalten.[54][55]

### Kirche

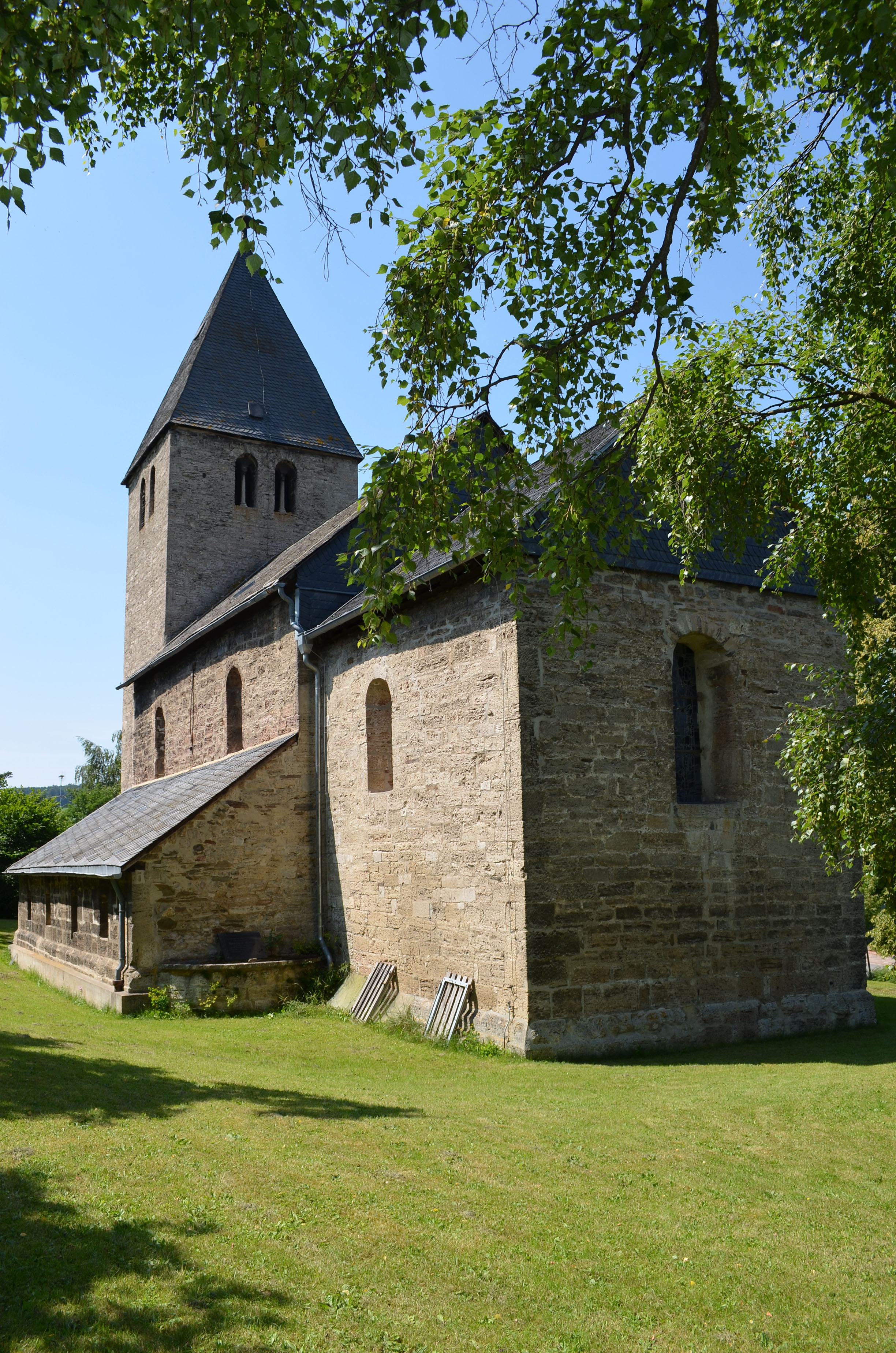
St.-Barbara-Kirche

Die St.-Barbara-Kirche ist eine kleine Gewölbebasilika mit Westturm. Sie zählt zur Gruppe der frühromanischen  Kirchen im Waldecker Land. Weitere Zuordnungen als frühchristliche Basilika und Wehrkirche ergeben sich durch die Bauart und Entstehungszeit um 1180. Sie war zuerst dem römisch-katholischen Bistum Paderborn angegliedert und hatte ab 1357 einen Pleban (Leutpriester, Pfarrer). Mit Bekenntniswechsel der Kirche wird um 1542 Johann Pistor als erster evangelischer Pfarrer genannt; ihm folgte Pfarrer Daniel Dillen (1550 bis 1601). Trotz der Konversion der Kirche ist für eine Zeit nach 1602 dokumentiert, dass der Bredelarer Abt Caspar Croll sich bemühte, „den Gottesdienst der alten katholischen Kirche und Religion gemäß“ weiterzuführen. Zeitweilig war in den 1610er-Jahren das katholische Bontkirchen dem Kirchspiel Heringhausen angeschlossen. Die Nachbarorte Ottlar und Stormbruch waren Filialkirchen des Kirchspiels Heringhausen.

### Hausinschriften
Für Heringhausen sind etliche historische Hausinschriften dokumentiert worden. Beispielhaft dazu ist eine Inschrift, die gleichzeitig für Heringhausen und für Stormbruch dokumentiert wurde. 
Der Text der Hausinschrift ist:
Allen zu gefallen ist eine Kunst;
Wohl dem, der lebet in Gottes Gunst.
beleidigt man mich, des acht ich nicht,
beneidigt man mich, des tröst ich mich.
in Gott setzt ich all Zuflucht mein,
der ist mein Trost und Hülf' allein.

### Vereine
Das Vereinsleben von Heringhausen widmet sich öffentlichen Aufgaben, der Natur sowie sozialen und kulturhistorischen Interessen. Mit der hessischen Verfassungsreform 2018 wurde die Förderung des ehrenamtlichen Engagements als Staatsziel aufgenommen. Das ehrenamtliche Engagement in nordhessischen Orten wie Heringhausen wurde in Untersuchungen als bemerkenswerter Bestandteil der Zukunftssicherung erkannt.  Nennenswerte Vereine des Ortes sind:
- Freiwillige Feuerwehr Heringhausen[59]
- Gesangverein Heringhausen[60]
- Heimat- und Verkehrsverein Diemelsee[61]
- Jagdgenossenschaft Heringhausen[62]
- Landfrauenverein Heringhausen[61]<
- Schützenverein 1958 Heringhausen[63]
- Skigilde “Seeblick”[63]
- Sportsegelclub Heringhausen[64]

Darüber hinaus sind im Ort weitere oben nicht aufgeführte Vereine aktiv, ohne das deren Vereinssitz in Heringhausen eingetragen ist. Dazu bekannt sind: DLRG, mehrere Wassersportvereine, mehrere Anglervereine und weitere Vereine.

## Wirtschaft und Infrastruktur
- Heringhausen hat ein Haus des Gastes mit einem Familien- und Erlebnisbad. Nach 30-jährigem Betrieb wurde der Komplex ab März 2014 umfangreich renoviert[65] und am 23. August 2016 wieder eröffnet.[66] Am 27. Oktober 2016 wurde die Infrastruktur durch eine Online-Wetterstation ergänzt.[67]
- Es gibt mehrere Standbadbereiche und Uferpromenaden. Strandbadbetrieb existiert in Heringhausen seit den 1950er Jahren. 2018/2019 wurden die Strandbadbereiche und Uferpromenaden modernisiert und erweitert.[68][69]
- Heringhausen hat einen Yachthafen, eine Wasserrettungsstation, einen Bootsverleih und weitere Anlegestellen am Diemelsee. Vorschriften zur Benutzung des Sees sind in der Talsperrenverordnung (TspV) festgelegt.[70]
- In Heringhausen gibt es fünf Campingplätze und einen Jugendzeltplatz.
- Fährschiffverbindung: Heringhausen hat einen Fährschiffsanleger mit Verbindung zu weiteren Anlegestellen am Diemelsee.[71]
- Die nächstgelegenen Bahnverbindungen finden sich am Bahnhof Bredelar und am Bahnhof Korbach.
- Der Nahverkehr wird vom Nordhessischen VerkehrsVerbund mit Bussen und mit dem System „Anruf-Sammel-Taxi“ (AST) bedient.[72]

### Aussichtspunkte Wandern und Radfahren
Heringhausen hat Aussichtspunkte und Wanderstrecken in Kombination mit Radwandern und Fährschiffwandern. Etwas südlich vom Gipfel der Eisenberg-Nebenkuppe St. Muffert (524,9 m) liegt der Aussichtspunkt St. Muffert (ca. 500 m; ⊙) mit Schutzhütte. Von dort hat man einen schönen Blick auf den Diemelsee (376,2 m; bei Vollstau); nach diesem Aussichtspunkt benannt ist das auf dem See verkehrende Fahrgastschiff MS Muffert. Vom „Gipfelkreuz St. Muffert“, dem Aussichtspunkt auf dem Westhang des Berges etwas westlich unterhalb einer Wendeschleife (⊙; 493,4 m) beim Ende eines im Wald gelegenen Stichweges, fällt der Blick auf den Itterarm und den staumauernahen Teil des Diemelsees sowie auf die Staumauer. Der Eisenberggipfel ist ausschließlich auf Wander- und Waldwegen zu erreichen. Über die Gipfelregion verläuft der Rundwanderweg Drei-Seen-Weg (Edersee–Diemelsee–Twistesee) und eine Variante dieses Weges um den Diemelsee. Vorbei am Aussichtspunkt St. Muffert und über den Südhang führt der Rundwanderweg Diemelsteig.

### Übersicht der Wanderwege
„Rund um den Diemelsee“ ist die alternativreichste Strecke für Wanderer und Radfahrer mit geringen Steigungen. Die Strecke wird an mehreren Stellen von einem Fährschiff bedient. Man kann die Strecke verkürzen und mit einer Rundfahrt auf dem Diemelsee verbinden. Die Wege sind an mehreren Stellen an das Netz der Fernwanderwege angeschlossen. Die Wanderwege eignen sich für kurze Spaziergänge bis zu ausgedehnten Wanderungen. Teilstrecken vor Ort werden zum Winterwandern geräumt. Falls nicht anders vermerkt, führen die Wege durch Heringhausen. Neben den hier benannten Strecken werden zusätzliche Strecken mit zum Teil organisierten Touren angeboten. Für nähere Beschreibungen und Kennzeichen siehe die Liste der Wegzeichen des Sauerländischen Gebirgsvereins und Einzelnachweise oder Weblinks mit Streckenplanung.

#### Rundwege Heringhausen
Die Rundwege in und um Heringhausen sind kleinere Strecken in Ortsnähe. Für Heringhausen sind folgende Strecken ausgewiesen:
- H6  „Rund um den Diemelsee“, 12,7 km bis 18 km oder verkürzt mit Fährschiff s. o.
- PW  „Panoramaweg“, 9,8 km[77]
- H4  „Rund um die Kleine Eschenseite“ 5,4 km
- H3  „Rund um den Schörenberg“ 4,9 km
- H2  „Siekesweg“ 4,4 km
- „Eichhörnchenweg“, ca. 2,5 km Kinderwanderweg mit Erlebnisstationen, vom Haus des Gastes rund um den Estenberg

#### Nordic-Walking-Strecken Heringhausen
Die Nordic-Walking-Strecken sind ausgesuchte Wege des „Nordic Walking Parks“ im Waldecker Land. Für Heringhausen sind folgende Strecken ausgewiesen:
- Nordic-Walking-Route Nr. 67 – 5,5 km
- Nordic-Walking-Route Nr. 68 – 7,8 km
- Nordic-Walking-Route Nr. 69 – 11,0 km

#### Weiterführende Wanderwege
Einige Fernwanderwege haben ihre Anfangs- bzw. Endpunkte in Heringhausen. Teilweise verlaufen sie als Durchgangswanderstrecke auch in Außenbereichen am Diemelsee. Näheres in Einzelbeschreibungen:
- 𝔇  Diemelsteig, ca. 63 km, durch Heringhausen und Kotthausen, parallel mit Hessenweg 1 von Heringhausen bis Flechtdorf[78]
- X1  „Sternweg“,  ca. 144 km, Startpunkt Heringhausen, Endpunkt Hoherodskopf im Vogelsberg, Fortsetzung mit X1 Plackweg (Endpunkt Hagen), teils parallel mit Diemelsteig und Hessenweg 1
- X15  „Uplandweg“, ca. 177 km, Startpunkt Salzkotten, Endpunkt Dillenburg
- Hessenweg 1, ca. 319 km, Kennzeichen s. Bildleiste, Startpunkt Heringhausen, Endpunkt Eltville am Rhein, Etappe 15 parallel mit dem Diemelsteig von Heringhausen bis Flechtdorf
- 𝑊   Sauerland-Waldroute, Waldrouten-Etappen: „Marsberg – Diemeltalsperre“ (24,8 km) und „Diemeltalsperre – Petersborn“ (16,8 km)
- E1  Europäischer Fernwanderweg E1, Kennzeichen alternativ Tafel s. Bildleiste (Nordkap bis Sizilien) Anschluss in Deisfeld und Adorf

### Übersicht der Radwege
„Rund um den Diemelsee“ ist die alternativreichste Strecke für Radfahrer, die kaum Steigungen aufweist. Die Strecke wird an mehreren Stellen von einem Fährschiff bedient. Man kann die Strecke verkürzen und mit einer Rundfahrt auf dem Diemelsee verbinden. Die Wege sind an das Netz der Fernradwege angeschlossen. Die Radwege mit unterschiedlichen Geländeprofilen sind je nach Strecke für Kinder und Senioren, für mittlere Anforderungen oder für Sportler mit Mountainbikes geeignet.
- H6  Rund um den Diemelsee 12,7 km bis 18 km oder verkürzt mit Fährschiff.
- Diemelradweg, ca. 110 km,  Tourenradstrecke mit Anschluss an das Radwegenetz Hessen, und folgende Routen:  
  -  D-Routen, Anschluss Bad Karlshafen
    -  Fulda-Radweg, ca. 260 km, Bad Karlshafen bis Gersfeld
    -  „Weser – Romantische Straße“ D9, ca.  1288 km, Cuxhaven bis Füssen über Bad Karlshafen
- Routen der Bike Arena Sauerland
  - Diemelsee-Runde, ca. 49,3 km, Rennradstrecke
  - Diemelsee & Bruchhauser Steine, ca. 79,9 km, Tourenradstrecke
  - Diemelsee Tour Nr. 30, ca. 43,4 km Mountainbikestrecke
  - Diemelsee Tour Nr. 45, ca. 60,1 km, Mountainbikestrecke